# ثالوث طيبة

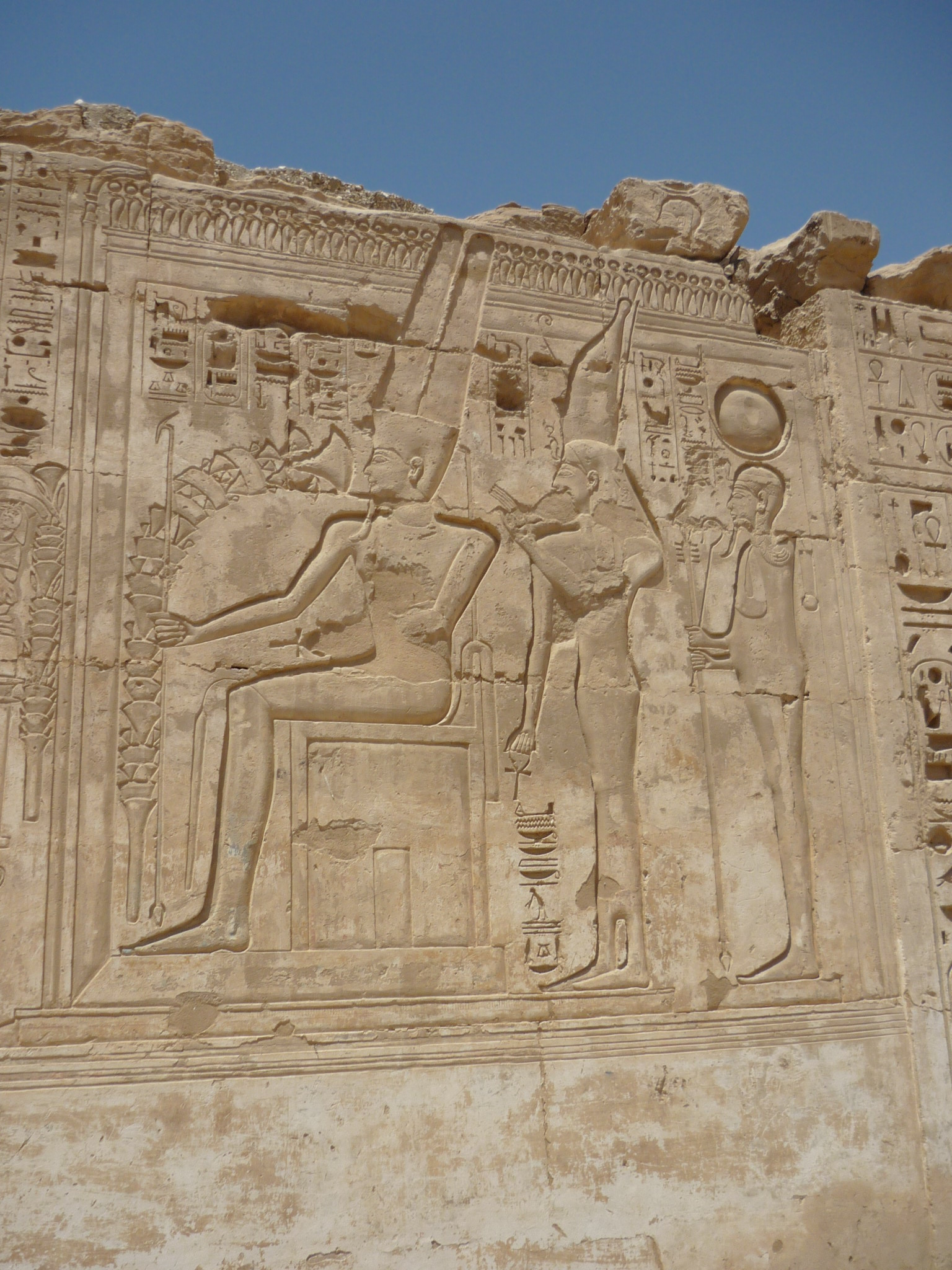
تصوير لثالوث طيبة في مدينة هابو. من اليسار إلى اليمين: آمون وموط وخونسو

ثالوث طيبة كان ثالوث (ديني) [الإنجليزية] من الآلهة المصرية الأكثر شعبية في منطقة طيبة، في مصر.

## الثالوث
كانت المجموعة تتكون من آمون وزوجته موط وابنهما خونسو.
وقد فضلتهم الأسرتان الثامنة عشرة و الخامسة والعشرون. ففي معبد الكرنك الفسيح، كانت هذه المجموعة الثلاثية محور العبادة الرئيسي، وغالبًا ما كان يُصَور أمنحتب الأول (باني الكرنك) وسط هذه المجموعة. كما كانوا محور العبادة الرئيسي معابد ومزارات أخرى في أنحاء مصر، مثل دير الحجر، القريب من الواحات الداخلة.